# 原谷村 (静岡県)
原谷村（はらやむら）は静岡県の西部、佐野郡・小笠郡に属していた村である。現在の掛川市西端部、原野谷川下流域にあたる。

## 地理
- 河川：原野谷川

## 歴史

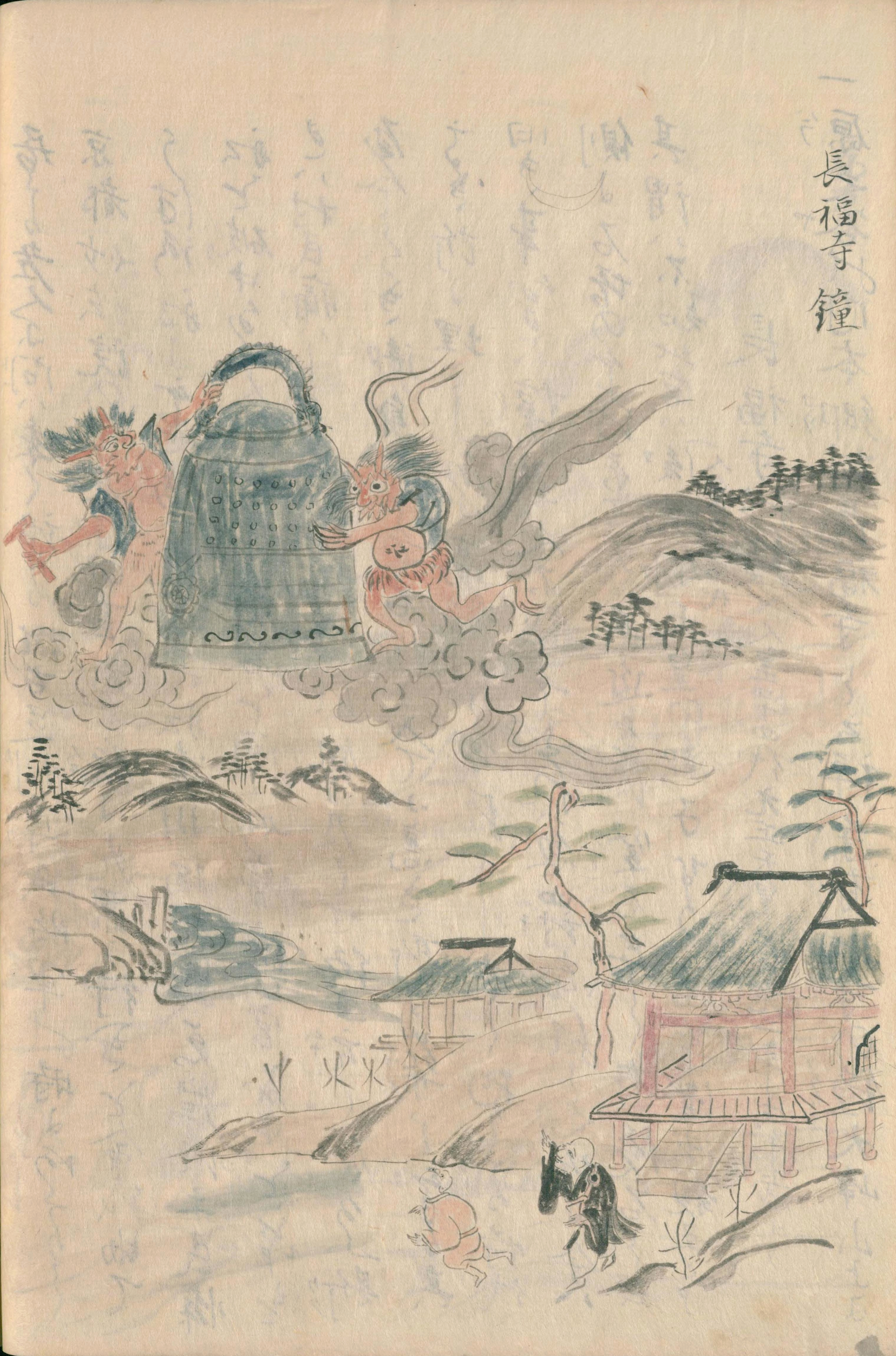
本郷の長福寺の「空を飛んだ釣鐘」の伝承を描いた江戸時代の彩色画（「長福寺鐘」藤長庚編集『遠江古蹟圖會』1803年。国立国会図書館蔵）

- 1889年（明治22年）4月1日 - 町村制の施行により、佐野郡西山村、幡鎌村、細谷村、本郷村の区域をもって成立。
- 1896年（明治29年）4月1日 - 郡制の施行により所属郡が小笠郡に変更。
- 1957年（昭和32年）3月31日 - 掛川市に編入。同日原谷村廃止。

## 交通

### 鉄道路線
- 日本国有鉄道
  - 二俣線（現天竜浜名湖鉄道天竜浜名湖線）
    - 細谷駅 - 原谷駅

現在は旧村域にいこいの広場駅、原田駅が所在するが、当時は未開業。